# Glen Murakami
Pour les articles homonymes, voir Murakami.
Glen Murakami est un dessinateur, animateur, producteur et scénariste américain.

## Biographie
Glen Murakami souhaite initialement devenir artiste de comics. Par l'intermédiaire d'un ami, il candidate pour un poste à la Warner Bros. Animation, et commence sa carrière sur la série animée Batman de Bruce Timm. Il y travaille sur le character design et les storyboard, continuant sur les autres séries DC, Superman en particulier, de 1991 à 1999.
Il intervient également sur des bandes dessinées dérivées des séries animées DC, aidant notamment à l'encrage des dernières pages de l'histoire Mad Love.
Par la suite, il assure des rôles de scénariste et producteur, en particulier sur la série Batman, la relève et son film Le Retour du Joker.
Plus tard, Glen Murakami crée la série Teen Titans, officie comme producteur exécutif sur Ben 10: Alien Force.
Il conseille également Mike Mignola lorsque celui-ci cherche à confier sa série Hellboy à un nouveau dessinateur, et l'oriente vers Duncan Fegredo.

## Filmographie

### Producteur
- 1997 : Superman, l'Ange de Metropolis
- 1999 : Batman, la relève
- 2002 : La Ligue des justiciers
- 2004 : Batman
- 2008 : Ben 10 : Alien Force (producteur exécutif)
- 2008 : Boe, l'elfe joueur de bowling
- 2010 : Ben 10 : Ultimate Alien
- 2013 : Beware the Batman

### Scénariste
- 2000 : Batman, la relève : Le Retour du Joker